# 新鴨緑江大橋

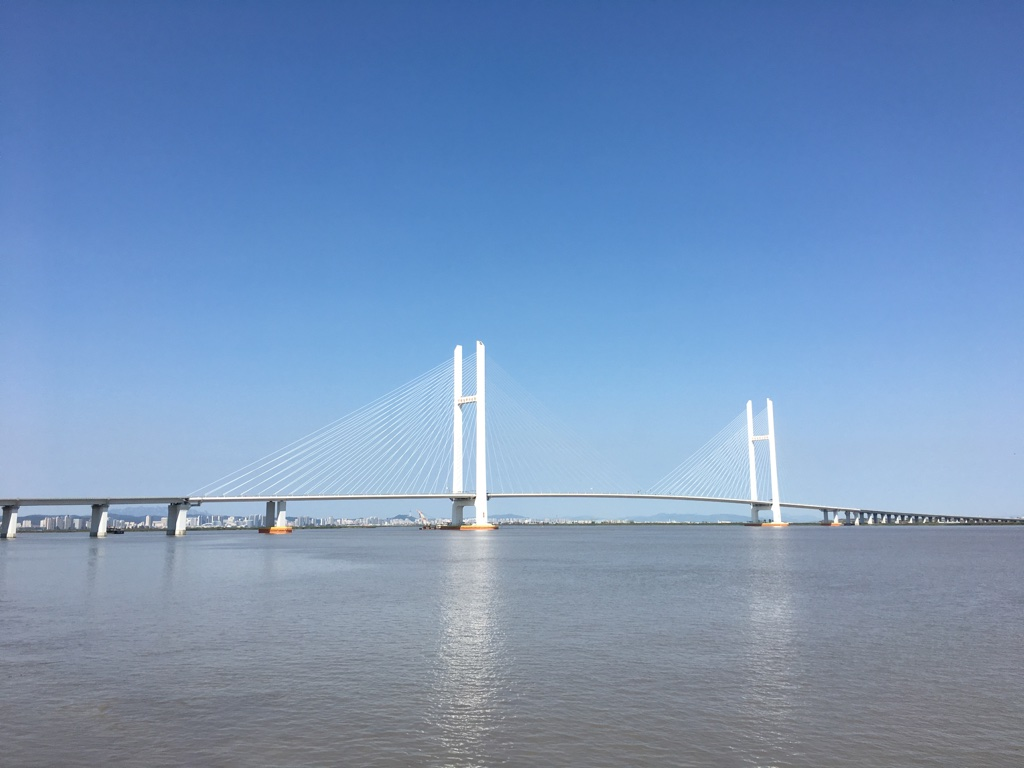
完成した新鴨緑江大橋（2016年9月）

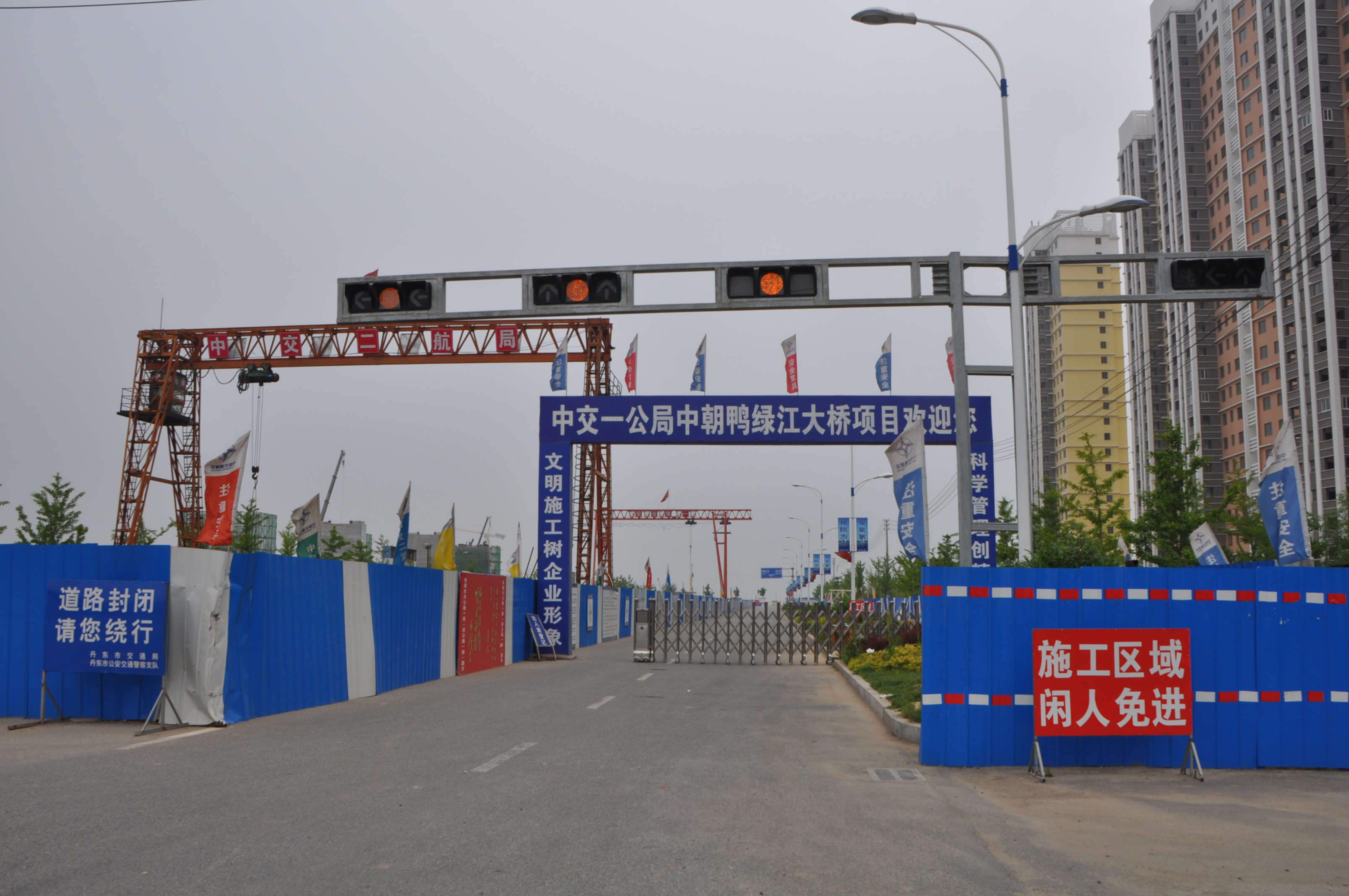
新鴨緑江大橋の中国側建設現場入口（2012年6月）

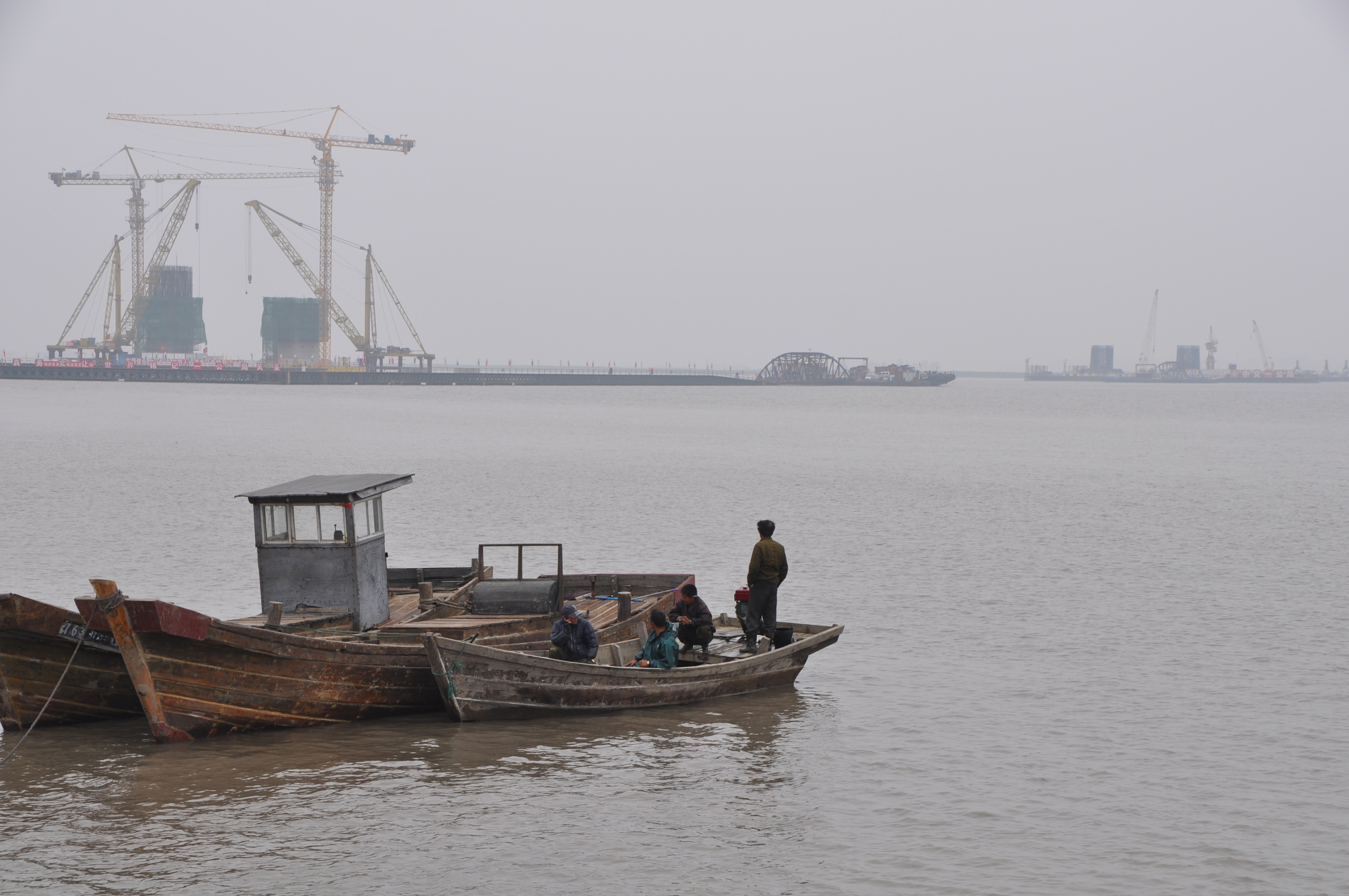
建設中の新鴨緑江大橋。左に中国側の2橋脚、右の遠方に北朝鮮側の2橋脚が見える。（2012年6月）

新鴨緑江大橋（しんおうりょっこうだいきょう、中国語: 中朝鸭绿江界河公路大桥、新鸭绿江大桥、朝鮮語: 압록강다리）は、中華人民共和国（中国）遼寧省丹東から鴨緑江の中朝国境をまたいで朝鮮民主主義人民共和国（北朝鮮）平安北道新義州市とを結ぶ第3の橋になる。設置場所は、鴨緑江大橋（中朝友誼橋）の下流20kmの位置で、振興区（新城区）の浪頭から対岸の三橋川が鴨緑江へ合流するところの右岸（龍川）へ達する。構造は吊り橋。全長は6,026m、アクセス道路を含めると20km。

## 概要
建設は2009年10月、中国の温家宝首相が訪朝した際に締結した「経済合作協定」によるもので、事業費は1億5000万ドル。大部分は中国の資金協力で賄われた。
橋の建設は両岸から中国が2011年10月に始め、2014年10月には橋の本体と中国側接続道路が完成。しかしながら北朝鮮側の接続道路、税関施設の建設は、前年度から対中国との経済交流を進めていた張成沢が失脚するなど中朝関係が悪化している背景もあり、現在に至るまで目処は立っておらず無期限延期となっている。
中朝関係が改善した2019年、北朝鮮が道路を造成し始めたことが報じられた。

## 参照項目
- 中朝友誼橋
- 集安鴨緑江国境鉄道大橋

座標: 北緯40度02分06秒 東経124度22分04秒 / 北緯40.0349度 東経124.3677度